# Rudolf Wurmbrand
Rudolf Wurmbrand (andere Schreibweise Wurmbrandt, * 20. September 1922 in Brunn an der Wild; † 15. Juni 1972 in Mödling) war ein österreichischer Eishockeyspieler.

## Karriere
Während seiner Karriere spielte er im Nachwuchs 1938/39 zuerst für den EK Engelmann Wien und dann ab 1939/40 für HJ Wien, mit der er 1940 und 1941 deutscher Eishockeyjugendmeister wurde. Im Seniorenbereich spielte er ab 1942/43 für die Wiener Eissportgemeinschaft, mit deren Mannschaft er an der deutschen Meisterschaft teilnahm. Anschließend spielte er ab der Saison 1945/46 für den EK Engelmann Wien, mit dem er seinen ersten österreichische Meistertitel gewann. In der Saison 1946/47 nannte sich der EK Engelmann Eissportklub Wien. 1947 und 1948 erreichte Wurmbrand mit der Mannschaft jeweils die Vizemeisterschaft. In der Saison 1948/49 spielte er für die wieder aktivierte Wiener Eissportgemeinschaft, gewann mit deren Mannschaft die Nationalliga und wurde damit erneut österreichischer Meister.
1951 nahm er mit dem KTSV Preussen Krefeld am Spengler Cup teil. In der Saison 1953/54 war er für den HC Bozen in der Serie A aktiv.
International spielte er für die österreichische Eishockeynationalmannschaft bei den Olympischen Winterspielen 1948 und bei der Eishockey-Weltmeisterschaft 1947, wo er mit der Mannschaft die Bronzemedaille gewann, bei der Eishockey-Weltmeisterschaft 1949 und der B-Weltmeisterschaft 1951 sowie der Eishockey-Weltmeisterschaft 1957.